# Sergio Aispurúa
Sergio Daniel Aispurúa (Ciudadela, Buenos Aires, 10 de octubre de 1964) es un baloncestista argentino retirado que se desempeñó en diversos equipos de su país, participando en las primeras 15 ediciones de la Liga Nacional de Básquet, así como también en la selección de básquet de Argentina. Su último club profesional fue Unión de Santa Fe y actualmente se encuentra dirigiendo al Atlético Tostado, de Santa Fe, que participa del Torneo Federal de Básquetbol.

## Carrera
El 1 de mayo de 1985, Sergio Aispurúa debutó en el Morón, en lo que fue la primera edición de la Liga Nacional de Básquet, la máxima categoría profesional del baloncesto argentino. Al finalizar ese año, se unió al Club Atlético Argentino de Firmat. Se desempeñó durante dos temporadas en el club, para luego dirigirse al Club Ferro Carril Oeste. Ese año participó del Campeonato Sudamericano de Clubes Campeones.
En 1989 se unió al Club Atlético Peñarol, y se mantuvo durante tres temporadas en el club. La liga 1991/92 la disputó con el Sport Club de Cañada de Gómez y al año siguiente acordó con el club Gimnasia y Esgrima de la ciudad de Comodoro Rivadavia. En este club se desempeñó por tres temporadas para luego llegar a Independiente de General Pico. Junto a este equipo, participó de la Copa Río de la Plata de 1995, el Campeonato Panamericano de Clubes de 1996, 1997, y 1998 y la Liga Sudamericana de Clubes de 1996, 1998, 1999 y 2000, siendo su único título en el Campeonato Sudamericano de Clubes Campeones de 1996. También participó en la edición 1999 de ese torneo.
En el año 2000 recaló en el Club Atlético Obras Sanitarias, y al año siguiente se unió a Ciclista Juninense, que se encontraba en la segunda división argentina, el Torneo Nacional de Ascenso. Para la temporada 2002/03, recaló nuevamente en Peñarol de Mar del Plata. Tras un año en este equipo, volvió a participar en el Torneo Nacional de Ascenso, pero en este caso jugando para Estudiantes de Bahía Blanca. En 2005 firmó con el Club Atlético Unión (Santa Fe), siendo este su último club profesional.
En el año 2006, fue asistente de Luis Oroño para el Club Ciudad de Bragado del Torneo Nacional de Ascenso.

### Selección nacional
En 1983 participó en el Mundial Juvenil, pero su debut con la selección mayor fue en el Campeonato Sudamericano de Baloncesto de 1985 disputado en Medellín, Colombia, donde el equipo obtuvo el tercer puesto. En 1986 fue convocado para representar a su país en el Campeonato mundial de baloncesto de 1986 realizado en España. La selección argentina logró derrotar a la Selección de baloncesto de Estados Unidos, donde el vasco firmaría una planilla de 14 puntos, 11 rebotes y 12 asistencias, siendo el primer jugador en conseguir un triple doble en la selección argentina. Este juego se dio en el marco de la Fase Semifinal II. En esa instancia, Argentina solo acumuló dos victorias, por lo que finalizó en el puesto número 12 en los cruces de la ronda final.
En 1987, volvió a participar en un Campeonato Sudamericano de Baloncesto, esta vez, en Asunción del Paraguay. Allí, la selección logró coronarse campeona tras vencer a la selección de baloncesto de Venezuela en el cuadrangular final. En el año 1988 participó del Preolímpico disputado en Montevideo, Uruguay y en los años 1989 y 1991 participó en los Campeonatos Sudamericanos de Ecuador (segundo puesto) y Venezuela. En 1999 su selección obtuvo el segundo puesto en el Campeonato Sudamericano disputado en Bahía Blanca, Argentina. Ese mismo año, el combinado nacional obtuvo el tercer puesto en el Campeonato FIBA Américas de 1999.

## Trayectoria
| Temporada | Club                                     | País      | Liga |
| 1985      | Morón                                    | Argentina | LNB  |
| 1986-1987 | Argentino de Firmat                      | Argentina | LNB  |
| 1988      | Ferro Carril Oeste                       | Argentina | LNB  |
| 1989-1991 | Peñarol                                  | Argentina | LNB  |
| 1991-1992 | Sport Club Cañadense                     | Argentina | LNB  |
| 1992-1995 | Gimnasia y Esgrima de Comodoro Rivadavia | Argentina | LNB  |
| 1995-2000 | Independiente de General Pico            | Argentina | LNB  |
| 2000-2001 | Obras Sanitarias                         | Argentina | LNB  |
| 2001-2002 | Ciclista Juninense                       | Argentina | TNA  |
| 2002-2003 | Peñarol                                  | Argentina | LNB  |
| 2003-2004 | Club Estudiantes de Bahía Blanca         | Argentina | TNA  |
| 2004      | Unión de Santa Fe                        | Argentina | CNCB |

## Palmarés

### Campeonatos internacionales

#### A nivel Selección nacional
- Selección de Argentina 
  - Campeonato Sudamericano de Baloncesto (1): 1987

#### A nivel clubes
- Independiente de General Pico 
  - Campeonato Sudamericano de Clubes Campeones (1): 1996

### Consideraciones personales
- Juego de las Estrellas de la LNB: 1988, 1989, 1990, 1991, 1992, 1993, 1995, 1996, 1997, 1998, 1999, 2000.
- Olimpia de Plata: 1985.
- 22° puesto en la tabla histórica de partidos jugados en la LNB: 747 partidos.[4]
- 21° puesto en la tabla histórica de rebotadores de la LNB: 2926 rebotes en 747 partidos (promedio de 3,9 rebotes por partido).
- 26° puesto en la tabla histórica de anotadores de la LNB: 8338 puntos en 747 partidos (promedio de 11,2 puntos por partido).

## Participaciones en Campeonatos Mundiales
- España 1986 - 12° Puesto.